# بخش لانگلنگ
بخش لانگلنگ (به انگلیسی: Longleng district) یک بخش در هند است که در ناگالند واقع شده‌است. بخش لانگلنگ ۵۰٬۵۹۳ نفر جمعیت دارد و ۱٬۰۶۶ متر بالاتر از سطح دریا واقع شده‌است.